# Into the Sun (musikalbum)
Into the Sun är ett musikalbum av Randy Brecker, utgivet 1997 av Concord Records.

## Låtlista
Alla låtar skrivna och arrangerade av Randy Brecker om inget annat anges.
1. "Village Dawn" – 6:23
2. "Just Beetwen Us" – 5:48
3. "The Sleaze Factor" – 4:47
4. "Into the Sun" – 6:54
5. "After Love" – 7:27
6. "Gray Area" – 6:42
7. "Tijuca" – 5:18
8. "Buds" – 3:55
9. "Four Worlds" – 7:18
10. "The Hottest Man in Town" – 4:17
  - Part 1. "Prophecy" (Bobby Brecker)
  - Part 2. "Growth"
  - Part 3. "Realization / The Horn"
  - Part 4. "Finale"

## Medverkande
- Randy Brecker — trumpet, flygelhorn
- Gil Goldstein — keyboards, dragspel
- Adam Rogers — el- & akustisk gitarr
- Bakithi Kumalo — bas
- Jonathan Joseph — trummor
- Edson Da Silva — percussion
- Maúcha Adnét — sång
- David Sanborn — saxofon (3)
- Dave Bargeron — trombon
- David Taylor — bastrombon, tuba
- Lawrence Feldman — basflöjt
- Keith Underwood — alt- & basflöjt
- Bob Mintzer — basklarinett
- Richard Sussman — synthesizer programmering

## Utmärkelser
Grammy Awards
| År   | Vinnare       | Kategori                                      |
| ---- | ------------- | --------------------------------------------- |
| 1998 | Randy Brecker | Grammy Award for Best Contemporary Jazz Album |